# Megaherpystis thalameuta
Megaherpystis thalameuta is een vlinder uit de familie van de bladrollers (Tortricidae). De wetenschappelijke naam van de soort werd in 1918 gepubliceerd door Edward Meyrick.

## Verspreiding
De soort komt voor in tropisch Afrika waaronder Ethiopië, Oeganda, Kenia, Tanzania, Zuid-Afrika en Mauritius.

## Waardplanten
De rups leeft op Cussonia spec. (Araliaceae), Drypetes gerrardii (Putranjivaceae) en Vepris fadenii (Rutaceae).